# Onthophagus circulifer
Onthophagus circulifer là một loài bọ cánh cứng trong họ Bọ hung (Scarabaeidae).